# Matias de Freitas Guimarães
Matias de Freitas Guimarães foi um Governador Civil de Faro entre 30 de Março de 1929 e 24 de Outubro de 1930.